# Holt (Wiltshire)
Holt – wieś w Anglii, w hrabstwie Wiltshire. Leży 43 km na północny zachód od miasta Salisbury i 145 km na zachód od Londynu. W 2001 miejscowość liczyła 1518 mieszkańców.